# Amanda Lindh
Amanda Jennifer Elisabeth Lindh (* 5. August 2000 in Stockholm) ist eine schwedische Schauspielerin.

## Leben und Karriere
Lindh wurde am 5. August 2000 in Stockholm geboren. Ihr Debüt gab sie 2017 in der Fernsehserie Bonusfamiljen.  Danach spielte sie 2020 in der Serie Cryptid mit. Neben der Schauspielerei ist Lindh als Tänzerin tätig. 2015 und 2017 nahm sie beim Melodifestivalen teil. Außerdem hat sie 2016 als Ersatztänzerin beim Eurovision Song Contest teilgenommen. Zwischen 2020 und 2021 war sie in Lyckoviken zu sehen.

## Filmografie (Auswahl)
Filme
- 2022: Feed
- 2023: Halloween Park (Karussell)

Serien
- 2017–2021: Die Patchworkfamilie (Bonusfamiljen)
- 2020: Cryptid
- 2020–2021: Lyckoviken
- 2021: Zebrarummet